# NGC 6085
NGC 6085 је спирална галаксија у сазвежђу Северна круна која се налази на NGC листи објеката дубоког неба.
Деклинација објекта је + 29° 21' 56" а ректасцензија 16h 12m 35,1s. Привидна величина (магнитуда) објекта NGC 6085 износи 13,5 а фотографска магнитуда 14,4. NGC 6085 је још познат и под ознакама UGC 10269, MCG 5-38-34, CGCG 167-44, NPM1G +29.0373, PGC 57486.